# واندر گرل (کسی سنداسمارک)
کاساندرا «کَسی» سنداِسمارک که همچنین با عنوان واندر گرل (به انگلیسی: Wonder Girl) نیز شناخته می‌شود، یک شخصیت خیالی ابرقهرمان در کتاب‌های کامیک آمریکایی منتشر شده توسط دی‌سی کامیکس است. او از قبیله زنان جنگنجوی آمازون‌ها است. این شخصیت توسط جان بیرن خلق شده‌است و برای اولین بار، در شمارهٔ ۱۰۵ از دومین جلد مجلهٔ کمیک‌های واندر وومن در ژانویه ۱۹۹۶ معرفی شد. کَسی یکی از اعضای تیم تایتان‌های نوجوان و سومین فردی محسوب می‌شود که عنوان واندر گرل را یدک می‌کشد و همچنین دستیار شخصیت ابرقهرمان واندر وومن است.